# Game of Thrones (videogioco 2014)
Game of Thrones è un videogioco a episodi (pubblicati tra il 2014 e il 2015) sviluppato da Telltale Games. Il videogioco è basato sulla serie televisiva fantasy statunitense Il Trono di Spade (Game of Thrones), creata da David Benioff e D.B. Weiss, a sua volta adattamento televisivo del ciclo di romanzi Cronache del ghiaccio e del fuoco (A Song of Ice and Fire) di George R. R. Martin. Il gioco è un'avventura grafica episodica come altri titoli della Telltale, ad esempio The Walking Dead, The Wolf Among Us e Tales from the Borderlands.

## Ambientazione
Il videogioco è ambientato cronologicamente tra la fine della terza stagione e appena prima l'inizio della quinta stagione della serie televisiva Il Trono di Spade.

La storia è incentrata sulla Casa Forrester, una famiglia non ancora introdotta nella serie, ma menzionata brevemente nel romanzo fantasy A Dance with Dragons. I Forrester governano Ironrath, una fortezza all'interno della foresta di Wolfswood nel nord del Westeros, dove controllano i redditizi boschi di Ironwood, da molti ambiti per l'importanza militare di quell'ottimo legno (in primis per la fabbricazione di navi e di scudi). Il gioco inizialmente è ambientato ad Ironrath, ma in seguito verranno visitate anche altre località nel Westeros e nell'Essos.

## Personaggi
Nel videogioco il giocatore controlla alternativamente uno su 5 membri o servitori della famiglia Forrester (Gared, Ethan, Mira, Rodrik, Asher), con le decisioni prese da ciascun personaggio che avranno conseguenze su tutti gli altri, e infine sul destino stesso del casato. In totale sono stati creati appositamente per il gioco una trentina personaggi originali (di cui 13 membri della famiglia Forrester o al servizio di essa), tra quelli giocabili e quelli non giocabili, tra cui:
- Lord Gregor Forrester (Robin Atkin Downes), il capo della Casa Forrester e leale agli Stark;[10]
- Lady Elissa Forrester (Lara Pulver), la matriarca della Casa Forrester (moglie di Lord Gregor) che promette di impedire la distruzione della sua famiglia come era accaduto alla sua famiglia di nascita, la Casa Branfield;[11]
- Lord Rodrik Forrester (Russ Bain), il primogenito della famiglia Forrester ed erede designato di Lord Gregor, con un passato militare di rilievo. Addestrato fin dalla nascita per sopportare l'onere del comando e delle responsabilità della sua Casa, mostra notevoli capacità di leadership e di diplomazia. Nonostante le ferite procuratesi in battaglia, è un uomo dalla volontà di ferro. Benché sia ritenuto un uomo che prende i suoi doveri sul serio, nondimeno può mostrare una forte compassione e un profondo amore per la sua famiglia. Spesso, infatti, in Rodrik coesistono due uomini: uno è il signore della Casa Forrester, che mostra sempre fiducia, capacità di leadership, orgoglio e forza; l'altro è l'uomo caldo e gentile che ama la sua famiglia e la sua fidanzata Elaena. È uno dei cinque personaggi giocabili;[12]
- Asher Forrester (Alex Jordan), il figlio secondogenito dei Forrester, che dopo aver trascorso l'infanzia ad ubriacarsi e iniziare risse nelle taverne, giacere con le prostitute e facendo infuriare il padre in tutti i modi possibili, all'età di diciassette anni si è innamorato Gwyn Whitehill, la figlia di Ludd Whitehill, l'acerrimo rivale di suo padre Lord Gregor Forrester. A quel punto Lord Forrester si trovò di fronte ad una dura decisione: iniziare una guerra contro i Whitehill o esiliare suo figlio Asher ad Essos per essersi innamorato della donna sbagliata; Lord Gregor scelse la seconda opzione. È uno dei cinque personaggi giocabili;[13]
- Mira Forrester (Martha Mackintosh), la figlia più grande di Casa Forrester, che serve come damigella Lady Margaery Tyrell. È l'unica femmina tra i cinque personaggi giocabili;[14]
- Lord Ethan Forrester (Christopher Nelson), il terzo figlio maschio, ancora un ragazzo. È uno dei cinque personaggi giocabili;[15]
- Talia Forrester (Molly Stone), sorella gemella di Ethan e quindi seconda figlia femmina della famiglia, dotata di una bellissima e melodiosa voce;[16]
- Ryon Forrester (Louis Suc), il figlio più giovane della Casa;[17]
- Maestro Ortengryn (David Franklin), un Maestro della Cittadella che serve la Casa Forrester;[8]
- Ser Royland Degore (Brian George), un leader militare di lunga esperienza che serve i Forrester in qualità di maestro d'armi da molti anni, durante i quali ha addestrato personalmente la maggior parte dei suoi combattenti, inclusi Rodrik ed Asher;[18]
- Duncan Tuttle (Robin Atkin Downes), buon amico di Lord Gregor Forrester che serve in qualità di castellano;[19]
- Gared Tuttle (Daniel Kendrick), scudiero di Lord Gregor Forrester e nipote di Duncan. È uno dei cinque personaggi giocabili, il primo ad essere controllato dal giocatore;[20]
- Malcolm Branfield (J. B. Blanc), fratello Lady Forrester e, insieme ad ella, l'unico membro sopravvissuto della Casa Branfield;[21]
- Sera Flowers (Natasha Loring), damigella di Margaery Tyrell ed amica di Mira Forrester;
- Beskha (Toks Olagundoye), mercenaria proveniente da Meereen e fidata, carissima amica di Asher Forrester e sua compagna in molte avventure;
- Tom (Yuri Lowenthal), un ragazzo povero che lavora come servitore nell'Approdo del Re ed aiuterà Mira Forrester.

Il videogioco include anche personaggi già introdotti nei romanzi e nella serie televisiva, la cui voce è stata prestata proprio dagli attori che li hanno impersonificati sullo schermo, inclusi Cersei Lannister (Lena Headey), Tyrion Lannister (Peter Dinklage), Jon Snow (Kit Harington), Margaery Tyrell (Natalie Dormer), Ramsay Snow (Iwan Rheon) e Daenerys Targaryen (Emilia Clarke).

## Accoglienza
| Testata                         | Versione | Giudizio |
| ------------------------------- | -------- | -------- |
| Metacritic (media al 2-12-2014) | PC       | 75       |
| Metacritic (media al 2-12-2014) | PS4      | 77       |
| Metacritic (media al 2-12-2014) | XONE     | 80       |

| Testata                        | Versione | Giudizio |
| ------------------------------ | -------- | -------- |
| Metacritic (media al 5-2-2015) | PC       | 73       |
| Metacritic (media al 5-2-2015) | PS4      | 69       |
| Metacritic (media al 5-2-2015) | XONE     | 76       |

| Testata                         | Versione | Giudizio |
| ------------------------------- | -------- | -------- |
| Metacritic (media al 24-3-2015) | PC       | 77       |
| Metacritic (media al 24-3-2015) | PS4      | 70       |
| Metacritic (media al 24-3-2015) | XONE     | 80       |

| Testata                         | Versione | Giudizio |
| ------------------------------- | -------- | -------- |
| Metacritic (media al 29-5-2015) | PC       | 77       |
| Metacritic (media al 29-5-2015) | PS4      | 73       |
| Metacritic (media al 29-5-2015) | XONE     | 80       |

| Testata                         | Versione | Giudizio |
| ------------------------------- | -------- | -------- |
| Metacritic (media al 21-7-2015) | PC       | 74       |
| Metacritic (media al 21-7-2015) | PS4      | 77       |
| Metacritic (media al 21-7-2015) | XONE     | 72       |

| Testata                          | Versione | Giudizio |
| -------------------------------- | -------- | -------- |
| Metacritic (media al 17-11-2015) | PC       | 70       |
| Metacritic (media al 17-11-2015) | PS4      | 75       |
| Metacritic (media al 17-11-2015) | XONE     | 80       |

Game of Thrones ha ricevuto recensioni contrastanti dai critici che hanno elogiato il gioco narrativo, la scelta guidata e la fedeltà al materiale sorgente mentre la critica è stata rivolta agli errori grafici e alla mancanza di introduzione per i giocatori nuovi al franchise di Il Trono di Spade.

## Sequel
Visto il successo della prima stagione, Telltale ha dato inizio allo sviluppo di una seconda stagione episodica. Nel novembre 2015 Kevin Bruner, chief technical officer e cofondatore della Telltale e produttore esecutivo della prima stagione del videogioco, ha affermato che la seconda stagione era in quel momento in fase di sviluppo. Job Stauffer di Telltale ha annunciato in un'intervista dell'agosto 2017 che, mentre è ancora in programma la seconda stagione, la compagnia si sta concentrando su altri progetti in corso per la pubblicazione nel 2018, ma anche di vedere quale strada intraprenderà la serie televisiva.